# Deborah Herold
Deborah Herold, auch Deborah Deborah, (* 18. Februar 1995 in Aberdeen, Andamanen und Nikobaren, Indien) ist eine indische Bahnradsportlerin.

## Sportliche Laufbahn
Deborah Herold ist eine ethnische Andamanerin. Sie wuchs auf Car Nicobar auf, wo ihr Vater auf der dortigen Car Nicobar Air Force Base als Luftwaffenoffizier tätig war. Die Insel wurde von dem Tsunami im Jahre 2004 überrollt, und die neunjährige Herold saß einen Tag lang auf einem Baum, bevor sie gerettet werden konnte. Anschließend war sie länger von dieser Erfahrung traumatisiert.
Um ihr Trauma zu bewältigen, begann Herold, sich sportlich zu betätigen, im Weitsprung und im Radsport. Aufgrund ihrer Leistungen wurde sie vom Sports Authority of India (SAI) centre in Andaman unterstützt. Seit 2011 lebt sie, getrennt von ihrer Familie, in Neu-Delhi und trainiert auf der Radrennbahn im  Indira Gandhi Sports Complex. In einem Interview gab sie an, dass sie zwar unter ständigem Heimweh leide,  aber auf ihren sportlichen Erfolg fokussiert sei.
2014 errang Herold beim Track Asia Cup zwei Goldmedaillen, im 500-Meter-Zeitfahren sowie im Teamsprint. Im Oktober 2015 gewann sie beim Taiwan Cup Track International Classic insgesamt fünf Medaillen, und wenige Wochen später beim Track India Cup erneut drei Medaillen. Damit kletterte sie als erste indische Radsportlerin in der UCI-Rangliste einer Disziplin – das Zeitfahren – auf Rang vier, einen Platz vor der niederländischen Vize-Europameisterin Elis Ligtlee und wurde somit auch die erste indische Radsportlerin, die sich für UCI-Bahn-Weltmeisterschaften qualifizierte. Von den indischen Zeitungen wurde Herold deshalb als „cycling sensation“ gefeiert.
Sportliches Ziel von Deborah Herold ist ein Start bei den Olympischen Spielen 2020 in Tokio.
2018 startete Herold bei den UCI-Bahn-Weltmeisterschaften 2018 im niederländischen Apeldoorn im Zeitfahren sowie mit Aleena Reji im Teamsprint. Auch nahm sie an den Commonwealth Games 2018 in Australien teil. 2021 wurde sie mit Nikita Nishi und Celestina Celestina indische Meisterin im Teamsprint, 2022 in Teamsprint und Sprint jeweils nationale Vize-Meisterin.

## Erfolge
2021
- Indische Meisterin – Teamsprint (mit Nikita Nishi und Celestina Celestina)